# Валя-Унгіулуй
Валя-Унгіулуй (рум. Valea Unghiului) — село у повіті Прахова в Румунії. Входить до складу комуни Жугурень.
Село розташоване на відстані 80 км на північ від Бухареста, 36 км на північний схід від Плоєшті, 130 км на захід від Галаца, 86 км на південний схід від Брашова.

## Населення
За даними перепису населення 2002 року у селі проживали 186 осіб, усі — румуни. Усі жителі села рідною мовою назвали румунську.